# Sifting
«Sifting» es una canción de la banda de rock Nirvana. Es la undécima canción en el álbum de estudio de 1989 titulado Bleach. La canción fue escrita por Kurt Cobain (que aparece en los créditos bajo el nombre de Kurdt Kobain).
«Sifting» fue una de las últimas canciones escritas para el álbum. Es sobre las figuras de autoridad.
Originalmente, esta es la última pista del disco Bleach, pero en su remasterizacion de 1992, es la antepenúltima pista del mismo disco ya que se incluyeron dos canciones.